# The Azoic
The Azoic ist eine US-amerikanische Elektronik-Band um Kristy Venrick und wurde 1996 in Ohio gegründet.

## Geschichte
Nach mehreren CD-Veröffentlichungen in den USA erschien 2004 die für den europäischen Markt bestimmte Kompilation Forward + Conflict auf dem deutschen Label Infacted Recordings und enthielt unter anderem Remixe von Combichrist, Massiv in Mensch und Assemblage 23. Im gleichen Jahr erschien Illuminate; darauf befindet sich auch ein Remake des 1980er-Jahre-Hits Obsession – in einem Duett von Kristy Venrick mit Frank M. Spinath.
The Azoic hatte Auftritte unter anderem 2005 auf dem Summer Darkness Festival in Utrecht und 2008 auf dem Blacksun Festival in New Haven.
Nach dem Ausscheiden von Steve Laskarides 2006 beschränkte sich die Veröffentlichungstätigkeit auf Remixe und eine EP.

## Diskografie

### Alben
- 1997: The Divine Suffering (Worm Records)
- 1998: Where Broken Angels Lie (Nilaihah Records)
- 2001: Forward... (Nilaihah Records)
- 2004: Illuminate (Infacted Recordings)

### Singles und EPs
- 2003: Conflict (Nilaihah Records)
- 2013: Corruption (Nilaihah Records)

### Kompilationen
- 2004: Forward + Conflict (Infacted Recordings)
- 2008: Re:Illumination – The Mixes (Nilaihah Records)